# Мировой трофей по регби среди юниоров 2009
Мировой трофей по регби среди юниоров 2009 (англ. 2009 IRB Junior World Rugby Trophy) — второй розыгрыш второго по престижу мирового юниорского (до 20 лет) регбийного турнира. Турнир был организован по инициативе Международного совета регби (IRB). Турнир, в котором участвовало 8 юниорских команд, принимал город Найроби, являющийся кенийской столицей. Матчи прошли с 21 апреля по 3 мая.
Турнир был выигран сборной Румынии. По плану, победитель Трофи получал путёвку в Чемпионат (высший по престижу мировой юношеский регбийный турнир). Однако Румыния не поехала на чемпионат, так как на последнем количество команд сократилось с 16 до 12.

## Места проведения матчей
Турнир прошел на двух стадионах в Найроби:
| Найроби            | Найроби          | Найроби |
| ------------------ | ---------------- | ------- |
| РФУЕА Граунд       | Импала Граунд    |         |
| Вместимость: 6,000 | Вместимость: ??? |         |

## Групповой турнир
Времена начала всех матчей показаны по Восточноафриканскому времени (UTC+3)

### Группа А
| Команда           | И | В | Н | П | ОЗ  | ОП  | +/-  | О  |
| ----------------- | - | - | - | - | --- | --- | ---- | -- |
| США               | 3 | 2 | 0 | 1 | 125 | 72  | +53  | 12 |
| Кения             | 3 | 2 | 0 | 1 | 117 | 54  | +63  | 11 |
| Намибия           | 3 | 2 | 0 | 1 | 150 | 53  | +97  | 10 |
| Каймановы острова | 3 | 0 | 0 | 3 | 22  | 235 | -213 | 0  |

21 апреля. 14:00. Каймановы острова 15:64 США
21 апреля. 16:15. Кения 17:22 Намибия
25 апреля. 11:30. Каймановы острова 7:104 Намибия
25 апреля. 13:30. США 32:33 Кения
29 апреля. 12:00. Кения 67:0 Каймановы острова
29 апреля. 14:00. Намибия 24:29 США

### Группа В
| Команда            | И | В | Н | П | ОЗ  | ОП  | +/-  | О  |
| ------------------ | - | - | - | - | --- | --- | ---- | -- |
| Румыния            | 3 | 3 | 0 | 0 | 141 | 51  | +90  | 14 |
| Чили               | 3 | 2 | 0 | 1 | 119 | 69  | +50  | 11 |
| Папуа-Новая Гвинея | 3 | 1 | 0 | 2 | 82  | 119 | -37  | 5  |
| Южная Корея        | 3 | 0 | 0 | 3 | 54  | 157 | -103 | 0  |

21 апреля. 12:00. Папуа-Новая Гвинея 17:50 Румыния
21 апреля. 14:00. Чили 49:21 Южная Корея
25 апреля. 11:30. Чили 50:22 Папуа-Новая Гвинея
25 апреля. 13:30. Южная Корея 14:65 Румыния
29 апреля. 12:00. Папуа-Новая Гвинея 48:19 Южная Корея
29 апреля. 16:15. Румыния 26:20 Чили

## Финальные матчи
Все матчи прошли 3 мая
Времена начала всех матчей показаны по Восточноафриканскому времени (UTC+3)
- За 7 место: 11:30. Каймановы острова 12:62 Южная Корея
- За 5 место: 11:30. Намибия 48:43 Папуа-Новая Гвинея
- За 3 место: 13:30. Кения 17:19 Чили
- Финал 15:30. США 13:25 Румыния